# تیم بروشگ
تیم بروشُگ (به آلمانی: Tim Broshog) (زاده ۲ دسامبر ۱۹۸۷ در برلین) بازیکن والیبال اهل آلمان عضو تیم ملی والیبال آلمان و باشگاه نولیکو مازک است. بروشگ به همراه تیم ملی آلمان به مدال برنز قهرمانی جهان ۲۰۱۴ دست یافت.